# Eirmocides margarita
Eirmocides margarita is een vlinder uit de familie van de Lycaenidae. De wetenschappelijke naam van de soort is voor het eerst gepubliceerd in 1879 door Georg Semper.
De soort komt voor in Indonesië (Aru-eilanden), Papoea-Nieuw-Guinea en Australië.